# 中国粮油学会
中国粮油学会是中华人民共和国粮食和油脂科技工作者组成的群众性学术团体，是中国科学技术协会主管的社会团体，原名中国粮食油脂学会，1986年1月成立。